# تحلل العصب بالتبريد
تحلل العصب بالتبريد، الذي يشار إليه أيضًا باسم التجميد، هو إجراء طبي يمنع مؤقتًا التوصيل العصبي على طول مسارات الأعصاب الطرفية. يُجرى ذلك عن طريق إدخال مسبار صغير لتجميد العصب المستهدف، ويساعد ذلك على تسهيل التجديد الكامل لبنية ووظيفة العصب المصاب. استُخدم تحلل العصب بالتبريد لعلاج مجموعة متنوعة من الحالات المؤلمة.

## الاستخدامات الطبية
يمتلك إجراء مماثل يستخدم طاقة الترددات الراديوية لعلاج ألم الظهر فائدة قصيرة المدى، ولكن من غير الواضح ما إذا كان له تأثير طويل المدى.

## آليات التأثير

### تشريح العصب
يتكون كل عصب من حزمة من المحاوير. كل محوار محاط بطبقة من النسيج الضام الداخلي. تجتمع هذه المحاوير في حزم محاطة بطبقة النسيج الضام الداخلي أيضًا. ثم تُحاط هذه الحزَم بنسيج ضام خارجي. تحتوي محاوير الأعصاب النخاعية على غلاف من المايلين تصنعه خلايا شوان الدبقية.

### تصنيف إصابة العصب
حُدّد تصنيف إصابة الأعصاب من قبل السير هربرت سيدون وسندرلاند في نظام ما يزال قيد الاستخدام. يوضح الجدول المجاور الأشكال ودرجات إصابة الأعصاب التي تحدث نتيجة التعرض لدرجات حرارة مختلفة.
تتضمن علاجات تحلل العصب بالتبريد التي تستخدم أكسيد النيتروس (نقطة الغليان -88.5 درجة مئوية) التبريد الذي يندرج في نطاق إصابة التركيب المحوري، أو إصابة من الدرجة الثانية، وفقًا لنظام تصنيف سندرلاند. تكون علاجات العصب ضمن هذا النطاق من درجة الحرارة عكوسة. تتعرض الأعصاب المعالجة في هذا النطاق إلى خلل في المحور العصبي، ويحدث تنكس واليرياني بعيدًا عن موقع الإصابة. يتأثر المحوار وغمد المايلين، ولكن تبقى جميع الأنسجة الضامة سليمة. بعد تنكس واليرياني، يتجدد المحوار العصبي على طول مسار العصب الأصلي بمعدل حوالي 1-2 ملم في اليوم.
يختلف انحلال العصب بالتبريد عن الاستئصال بالتبريد في علاجات التبريد التي تستخدم النيتروجين السائل (نقطة الغليان -195.8 درجة مئوية) كمبرد، وبالتالي تقع في نطاق إصابة تهتك العصب، أو إصابة من الدرجة الثالثة وفقًا لتصنيف سندرلاند. علاجات العصب في نطاق درجة الحرارة هذا غير عكوسة. تتعرض الأعصاب المعالجة في نطاق درجة الحرارة هذا إلى خلل في كل من المحور العصبي وطبقة النسيج الضام الداخلية.

## تاريخيًا
يُعرف استخدام التبريد لتسكين الآلام وكمضاد للالتهابات منذ زمن أبقراط (460-377 قبل الميلاد). منذ ذلك الحين، كانت هناك العديد من الروايات عن الجليد المستخدم لتخفيف الآلام بما في ذلك من قدماء المصريين وابن سينا في بلاد فارس (982-1070 م). في عام 1812، لاحظ الجراح العام لنابليون أن الجنود نصف المجمدين من معركة موسكو كانوا قادرين على تحمل عمليات البتر عبر تخفيف الألم. في عام 1851، روج أرنوت لمزيج من الجليد والملح لعلاج آلام الأعصاب. كان كامبل وايت، في عام 1899، أول من استخدم المبردات طبيًا، وكان ألينجتون، في عام 1950، أول من استخدم النيتروجين السائل للعلاج الطبي. في عام 1961، استخدم كوبر وزملاؤه مسبار تجميد مبكر وصل إلى -190 درجة مئوية باستخدام النيتروجين السائل. بعد ذلك بوقت قصير، في عام 1967، استخدم جراح العيون أمويلس ثاني أكسيد الكربون وأكسيد النيتروز لإنشاء مسبار تجميد يصل إلى -70 درجة مئوية.